# Kościół św. Łukasza Ewangelisty w Lipnicy Wielkiej
Kościół świętego Łukasza Ewangelisty – rzymskokatolicki kościół parafialny należący do parafii pod tym samym wezwaniem (dekanat Jabłonka archidiecezji krakowskiej).
Jest to murowana świątynia wzniesiona w stylu barokowym w latach 1762-1770 dzięki staraniom ówczesnego proboszcza w Lipnicy Wielkiej, pochodzącego z Zubrzycy Górnej, księdza Wojciecha Zubrzyckiego. Budowla została poświęcona w dniu 7 kwietnia 1769 roku. Świątynia jest orientowana, czyli jej prezbiterium jest zwrócone w stronę wschodnią, czyli w stronę grobu Chrystusa w Jerozolimie. Kościół posada jedną nawę, z węższym prezbiterium zamkniętym półkoliście. Nawa posiada trzy przęsła. Świątynia z przodu charakteryzuje się wyniosłą wieżą na planie kwadratu, nadbudowaną i nakrytą baniastym dachem hełmowym w 1798 roku. Od strony północnej do prezbiterium jest dobudowana zakrystia na planie prostokąta. Do nawy natomiast jest dostawiona wzniesiona w drugiej połowie XIX wieku kaplica zamknięta półkoliście. Pobożność ludowa nazwała ją „Gróbkiem Matki Bożej”, obecnie jest to kaplica Matki Bożej Bolesnej. Od strony południowej do nawy jest dobudowana mała kruchta.
Świątynia była remontowana w drugiej połowie XIX wieku i w dwudziestoleciu międzywojennym. Została wtedy odkryta starsza, powstała w XVIII wieku polichromia. Nowsza została wykonana przed II wojną światową oraz w latach 1940–1942. Po raz kolejny polichromia została odnowiana w latach 1980–1981. Zamalowana została wówczas częściowo wykonana wcześniej polichromia i częściowo została uzupełniona.
Budowla obecnie posiada wyposażenie w stylu neobarokowym. Wykonane zostało około 1915 roku przez warsztat z południowego Tyrolu, podczas urzędowania księdza proboszcza Józefa Bąka.